# Potemkin City Limits
Potemkin City Limits is het vierde studioalbum van de Canadese punkband Propagandhi. Het werd uitgegeven op 18 oktober 2005, in Canada door G7 Welcoming Committee Records en door Fat Wreck Chords elders. Het is het laatste album dat de band via Fat Wreck Chords laat uitgeven.
De eerste track van het album, "A Speculative Fiction", won in 2006 de SOCAN Songwriting Prize, waarmee de band $5.000 aan prijzengeld verdiende. Het geld werd geschonken aan verschillende ontwikkelingshulporganisaties.

## Nummers
1. "A Speculative Fiction" - 4:14
2. "Fixed Frequencies" - 3:58
3. "Fedallah's Hearse" - 4:00
4. "Cut into the Earth" - 3:41
5. "Bringer of Greater Things" - 2:45
6. "America's Army™ (Die Jugend Marschiert)" - 4:42
7. "Rock for Sustainable Capitalism" - 4:12
8. "Impending Halfhead" - 1:14
9. "Life at Disconnect" - 3:23
10. "Name and Address Withheld" - 3:21
11. "Superbowl Patriot XXXVI (Enter the Mendicant)" - 0:36
12. "Iteration" - 5:19

## Band
- Chris Hannah - gitaar, zang
- Jord Samolesky - drums
- Todd Kowalski - basgitaar, zang